# Slătioara (Stulpicani), Suceava
Slătioara (germană Slavtioara) este un sat în comuna Stulpicani din județul Suceava, Bucovina, România.

## Recensământul din 1930
Componența etnică a satului Slătioara
     Români (91,99%)
     Germani (6,38%)
     Evrei (0,73%)
     Ruteni (0,55%)
     Altă etnie (0,35%)
Componența confesională a satului Slătioara
     Ortodocși (92,71%)
     Romano-catolici (5,1%)
     Mozaici (0,73%)
     Evanghelici\Luterani (1,46%)
Conform recensământului efectuat în 1930, populația satului Slătioara se ridica la 549 locuitori. Majoritatea locuitorilor erau români (91,99%), cu o minoritate de germani (6,38%), una de evrei (0,73%) și una de ruteni (0,55%). Alte persoane s-au declarat: ruși (1 persoană) și cehi\slovaci (1 persoană). Din punct de vedere confesional, majoritatea locuitorilor erau ortodocși (92,71%), dar existau și romano-catolici (5,1%), mozaici (0,73%) și evanghelici\luterani (1,46%).
 Acest articol despre o localitate din județul Suceava este deocamdată un ciot. Puteți ajuta Wikipedia prin completarea lui.